# Victor-Klasse
Unter dem Begriff Victor-Klasse fasst die NATO im Rahmen ihres Codenamensystems mehrere Klassen sowjetischer und russischer Atom-U-Boote zusammen. Im russischen Sprachgebrauch werden diese Klassen unter dem Oberbegriff Projekt 671 zusammengefasst. Der Codename ist dem Buchstaben V aus dem ICAO-Alphabet entnommen.
Zunächst wurden die Einheiten des ab 1967 in Dienst gestellten Projektes 671 „Jorsch“ (Ёрш) als Victor-Klasse bezeichnet. Mit dem Erscheinen des verbesserten Entwurfs Projekt 671RT „Sjomga“ (Сёмга) ab 1972 wurde dieses als Victor II und das vorherige als Victor I bezeichnet. Mittlerweile sind sämtliche Einheiten der Victor-I- und Victor-II-Klassen sowie der größte Teil der Victor-III-Klasse außer Dienst gestellt und von der Akula-Klasse (Projekt 971 „Schtschuka-B“) abgelöst.
In Bezug auf ihre militärische Verwendung werden sämtliche U-Boote der Victor-Klasse durch das Schiffskennungssystem der U.S. Navy als Ship Submersible Nuclear (kurz SSN) bezeichnet, was eine Konzeption als atomgetriebenes Jagd-U-Boot impliziert.

## Tabellarischer Überblick
| Klasse                                | Victor I     | Victor II       | Victor III             |
| ------------------------------------- | ------------ | --------------- | ---------------------- |
| Skizze                                |              |                 |                        |
| Projekt                               | 671 „Jorsch“ | 671RT „Sjomga“  | 671RTM „Schtschuka“    |
| Indienststellung (erste Einheit)      | 1967         | 1972            | 1977                   |
| Außerdienststellung (letzte Einheit)  | 1996         | 1997            | -                      |
| Anzahl Einheiten                      | 15           | 7               | 26 (davon 5 im Dienst) |
| Länge (m)                             | 92,50        | 101,80          | 106,10                 |
| Breite (m)                            | 10,60        | 10,80           | 10,80                  |
| Tiefgang (m)                          | 7,10         | 7,30            | 7,80                   |
| Verdrängung (aufgetaucht, in t)       | 4250         | 4673            | 6990                   |
| Verdrängung (getaucht, in t)          | 6085         | 7190            | 7250                   |
| Geschwindigkeit (über Wasser, in kn)  | 11,5         | 11,7            | 11,5                   |
| Geschwindigkeit (unter Wasser, in kn) | 33,5         | 31,7            | 31                     |
| Max. Tauchtiefe (m)                   | 350–400      | 320–400         | 400–600                |
| Reaktoren                             | 2 × OK-300   | 2 × OK-300      | 2 × OK-300             |
| Reaktorleistung (thermisch, in MW)    | 2 × 72       | 2 × 72          | 2 × 72                 |
| Turbinenleistung (MW)                 | 30           | 30              | 30                     |
| Torpedorohre (Anzahl × Kaliber in mm) | 6 × 533      | 4 × 533 2 × 650 | 4 × 533 2 × 650        |
| Torpedos                              | 18           | 24              | 24                     |
| Besatzung                             | 76           | 88              | 96–102                 |